# Llista d'asteroides/211901-212000
| Nom      | Designació provisional | Data de descobriment   | Lloc de descobriment | Descobridor/s       |
| -------- | ---------------------- | ---------------------- | -------------------- | ------------------- |
| 211901 - | 2004 JE55              | 10 de maig de 2004     | Kitt Peak            | Spacewatch          |
| 211902 - | 2004 KO14              | 23 de maig de 2004     | Kitt Peak            | Spacewatch          |
| 211903 - | 2004 LT6               | 11 de juny de 2004     | Socorro              | LINEAR              |
| 211904 - | 2004 LJ14              | 11 de juny de 2004     | Kitt Peak            | Spacewatch          |
| 211905 - | 2004 LK20              | 12 de juny de 2004     | Socorro              | LINEAR              |
| 211906 - | 2004 LR28              | 14 de juny de 2004     | Kitt Peak            | Spacewatch          |
| 211907 - | 2004 NL4               | 14 de juliol de 2004   | Socorro              | LINEAR              |
| 211908 - | 2004 NK33              | 12 de juliol de 2004   | Siding Spring        | SSS                 |
| 211909 - | 2004 PN9               | 6 d'agost de 2004      | Campo Imperatore     | CINEOS              |
| 211910 - | 2004 PG105             | 6 d'agost de 2004      | Campo Imperatore     | CINEOS              |
| 211911 - | 2004 QX6               | 21 d'agost de 2004     | Reedy Creek          | J. Broughton        |
| 211912 - | 2004 QP17              | 25 d'agost de 2004     | Socorro              | LINEAR              |
| 211913 - | 2004 RZ207             | 11 de setembre de 2004 | Socorro              | LINEAR              |
| 211914 - | 2004 RM251             | 14 de setembre de 2004 | Socorro              | LINEAR              |
| 211915 - | 2004 SJ9               | 18 de setembre de 2004 | Socorro              | LINEAR              |
| 211916 - | 2004 SN61              | 23 de setembre de 2004 | Socorro              | LINEAR              |
| 211917 - | 2004 TG8               | 4 d'octubre de 2004    | Wrightwood           | J. W. Young         |
| 211918 - | 2004 TY20              | 11 d'octubre de 2004   | Kitt Peak            | Spacewatch          |
| 211919 - | 2004 TW36              | 4 d'octubre de 2004    | Kitt Peak            | Spacewatch          |
| 211920 - | 2004 TL73              | 6 d'octubre de 2004    | Kitt Peak            | Spacewatch          |
| 211921 - | 2004 TQ86              | 5 d'octubre de 2004    | Kitt Peak            | Spacewatch          |
| 211922 - | 2004 TE103             | 6 d'octubre de 2004    | Palomar              | NEAT                |
| 211923 - | 2004 TE173             | 8 d'octubre de 2004    | Socorro              | LINEAR              |
| 211924 - | 2004 TW275             | 9 d'octubre de 2004    | Kitt Peak            | Spacewatch          |
| 211925 - | 2004 TD323             | 11 d'octubre de 2004   | Kitt Peak            | Spacewatch          |
| 211926 - | 2004 UF11              | 21 d'octubre de 2004   | Socorro              | LINEAR              |
| 211927 - | 2004 VE6               | 3 de novembre de 2004  | Kitt Peak            | Spacewatch          |
| 211928 - | 2004 VX11              | 3 de novembre de 2004  | Catalina             | CSS                 |
| 211929 - | 2004 VB13              | 3 de novembre de 2004  | Palomar              | NEAT                |
| 211930 - | 2004 VM20              | 4 de novembre de 2004  | Catalina             | CSS                 |
| 211931 - | 2004 VP25              | 4 de novembre de 2004  | Kitt Peak            | Spacewatch          |
| 211932 - | 2004 VR80              | 3 de novembre de 2004  | Catalina             | CSS                 |
| 211933 - | 2004 XN4               | 2 de desembre de 2004  | Socorro              | LINEAR              |
| 211934 - | 2004 XT6               | 2 de desembre de 2004  | Socorro              | LINEAR              |
| 211935 - | 2004 XB8               | 2 de desembre de 2004  | Palomar              | NEAT                |
| 211936 - | 2004 XY18              | 8 de desembre de 2004  | Socorro              | LINEAR              |
| 211937 - | 2004 XP20              | 8 de desembre de 2004  | Socorro              | LINEAR              |
| 211938 - | 2004 XR25              | 9 de desembre de 2004  | Catalina             | CSS                 |
| 211939 - | 2004 XV36              | 11 de desembre de 2004 | Campo Imperatore     | CINEOS              |
| 211940 - | 2004 XU50              | 14 de desembre de 2004 | Campo Imperatore     | CINEOS              |
| 211941 - | 2004 XQ60              | 12 de desembre de 2004 | Kitt Peak            | Spacewatch          |
| 211942 - | 2004 XM64              | 2 de desembre de 2004  | Kitt Peak            | Spacewatch          |
| 211943 - | 2004 XP78              | 10 de desembre de 2004 | Socorro              | LINEAR              |
| 211944 - | 2004 XD79              | 10 de desembre de 2004 | Socorro              | LINEAR              |
| 211945 - | 2004 XT82              | 11 de desembre de 2004 | Kitt Peak            | Spacewatch          |
| 211946 - | 2004 XF92              | 11 de desembre de 2004 | Socorro              | LINEAR              |
| 211947 - | 2004 XL101             | 14 de desembre de 2004 | Socorro              | LINEAR              |
| 211948 - | 2004 XL110             | 14 de desembre de 2004 | Socorro              | LINEAR              |
| 211949 - | 2004 XE119             | 12 de desembre de 2004 | Kitt Peak            | Spacewatch          |
| 211950 - | 2004 XM121             | 14 de desembre de 2004 | Catalina             | CSS                 |
| 211951 - | 2004 XC127             | 14 de desembre de 2004 | Socorro              | LINEAR              |
| 211952 - | 2004 XA145             | 13 de desembre de 2004 | Socorro              | LINEAR              |
| 211953 - | 2004 XL149             | 15 de desembre de 2004 | Kitt Peak            | Spacewatch          |
| 211954 - | 2004 XB161             | 14 de desembre de 2004 | Kitt Peak            | Spacewatch          |
| 211955 - | 2004 XG162             | 15 de desembre de 2004 | Socorro              | LINEAR              |
| 211956 - | 2004 XZ165             | 2 de desembre de 2004  | Kitt Peak            | Spacewatch          |
| 211957 - | 2004 YA4               | 16 de desembre de 2004 | Kitt Peak            | Spacewatch          |
| 211958 - | 2004 YT7               | 18 de desembre de 2004 | Mount Lemmon         | Mount Lemmon Survey |
| 211959 - | 2004 YT17              | 18 de desembre de 2004 | Mount Lemmon         | Mount Lemmon Survey |
| 211960 - | 2004 YC27              | 20 de desembre de 2004 | Mount Lemmon         | Mount Lemmon Survey |
| 211961 - | 2004 YG36              | 18 de desembre de 2004 | Socorro              | LINEAR              |
| 211962 - | 2005 AD7               | 6 de gener de 2005     | Catalina             | CSS                 |
| 211963 - | 2005 AB8               | 6 de gener de 2005     | Catalina             | CSS                 |
| 211964 - | 2005 AJ8               | 6 de gener de 2005     | Catalina             | CSS                 |
| 211965 - | 2005 AN12              | 6 de gener de 2005     | Catalina             | CSS                 |
| 211966 - | 2005 AS12              | 6 de gener de 2005     | Socorro              | LINEAR              |
| 211967 - | 2005 AQ15              | 6 de gener de 2005     | Socorro              | LINEAR              |
| 211968 - | 2005 AZ15              | 6 de gener de 2005     | Socorro              | LINEAR              |
| 211969 - | 2005 AK17              | 6 de gener de 2005     | Socorro              | LINEAR              |
| 211970 - | 2005 AQ17              | 6 de gener de 2005     | Socorro              | LINEAR              |
| 211971 - | 2005 AT17              | 6 de gener de 2005     | Socorro              | LINEAR              |
| 211972 - | 2005 AZ17              | 6 de gener de 2005     | Socorro              | LINEAR              |
| 211973 - | 2005 AB18              | 6 de gener de 2005     | Socorro              | LINEAR              |
| 211974 - | 2005 AA22              | 6 de gener de 2005     | Socorro              | LINEAR              |
| 211975 - | 2005 AO23              | 7 de gener de 2005     | Socorro              | LINEAR              |
| 211976 - | 2005 AL26              | 12 de gener de 2005    | Socorro              | LINEAR              |
| 211977 - | 2005 AX26              | 13 de gener de 2005    | Kitt Peak            | Spacewatch          |
| 211978 - | 2005 AU29              | 8 de gener de 2005     | Campo Imperatore     | CINEOS              |
| 211979 - | 2005 AM31              | 11 de gener de 2005    | Socorro              | LINEAR              |
| 211980 - | 2005 AE33              | 12 de gener de 2005    | Socorro              | LINEAR              |
| 211981 - | 2005 AA38              | 13 de gener de 2005    | Kitt Peak            | Spacewatch          |
| 211982 - | 2005 AE38              | 13 de gener de 2005    | Catalina             | CSS                 |
| 211983 - | 2005 AE43              | 15 de gener de 2005    | Socorro              | LINEAR              |
| 211984 - | 2005 AZ43              | 15 de gener de 2005    | Kitt Peak            | Spacewatch          |
| 211985 - | 2005 AT44              | 15 de gener de 2005    | Kitt Peak            | Spacewatch          |
| 211986 - | 2005 AV44              | 15 de gener de 2005    | Kitt Peak            | Spacewatch          |
| 211987 - | 2005 AG45              | 15 de gener de 2005    | Kitt Peak            | Spacewatch          |
| 211988 - | 2005 AF58              | 15 de gener de 2005    | Socorro              | LINEAR              |
| 211989 - | 2005 AO58              | 15 de gener de 2005    | Socorro              | LINEAR              |
| 211990 - | 2005 AX58              | 15 de gener de 2005    | Socorro              | LINEAR              |
| 211991 - | 2005 AQ60              | 15 de gener de 2005    | Kitt Peak            | Spacewatch          |
| 211992 - | 2005 AV61              | 15 de gener de 2005    | Kitt Peak            | Spacewatch          |
| 211993 - | 2005 AR69              | 15 de gener de 2005    | Kitt Peak            | Spacewatch          |
| 211994 - | 2005 AK70              | 15 de gener de 2005    | Kitt Peak            | Spacewatch          |
| 211995 - | 2005 AT73              | 15 de gener de 2005    | Kitt Peak            | Spacewatch          |
| 211996 - | 2005 AL76              | 15 de gener de 2005    | Kitt Peak            | Spacewatch          |
| 211997 - | 2005 AV76              | 15 de gener de 2005    | Kitt Peak            | Spacewatch          |
| 211998 - | 2005 BC3               | 16 de gener de 2005    | Kitt Peak            | Spacewatch          |
| 211999 - | 2005 BH6               | 16 de gener de 2005    | Socorro              | LINEAR              |
| 212000 - | 2005 BU8               | 16 de gener de 2005    | Socorro              | LINEAR              |